# Peuniti
Peuniti is een bestuurslaag in het regentschap Banda Aceh van de provincie Atjeh, Indonesië. Peuniti telt 5642 inwoners (volkstelling 2010).